# 書籤

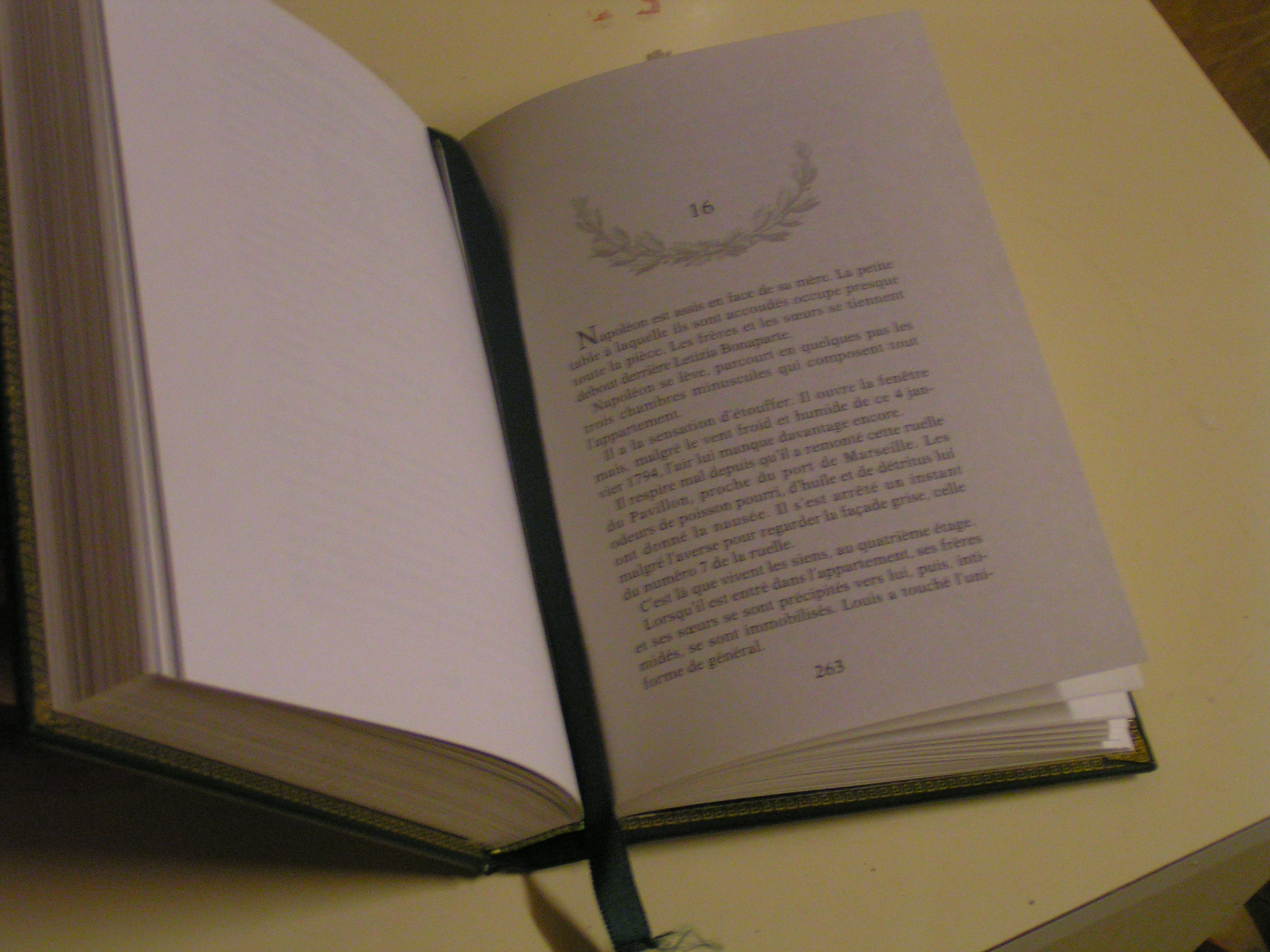
一本装订时加有书签的书。

書籤用來標識書本中的特定頁，以方便返回查閱。一般由紙或樹脂等材料，製作成長方形薄片狀。其他常用材料有皮革、銀和黃銅之類的金屬、絲綢、木材、塑膠與織物。很多其他物品也能被用作临时书签，比如失效的收据、车票、传单等。有些書會內附作為書籤用的細繩，稱為書籤繩。
在中國春秋戰國時代，書籤以象牙製成，稱為牙黎，類似牙籤，或在頂端打洞，繫上絲繩。唐代已有書籤或牙籤之名，杜甫〈題柏大兄弟山居屋壁二首〉：“笔架沾窗雨，书签映隙曛。”韓愈《送諸葛往隨州讀書》詩：“鄴候家書多，插架三萬軸。一一是牙籤，新若手未觸。”唐代《鄞县志》载：史氏家藏“牙签最富”。宋朝印刷業發達，書籤多以紙料或絹布製成，称为“浮签”，或称“书皮题签”，也沿舊稱牙籤。苏轼有《送欧阳主簿赴官韦城》云：“读遍牙签三万轴，却来小邑试牛刀”。
16世紀, 女皇伊莉莎白一世即使用過書籤。在國際上，書籤（bookmark）的商業化甚早，在19世紀即有Thomas Steven以製造書籤聞名，1862年, 發行稱為 Stevengraphs的書籤。
在台灣，買書附送書籤是悠遠的文化。台灣一些著名書店如南一書局、敦煌書局、三民書局、墊腳石文化書店、天龍書局都會提供書籤，讓顧客免費索取；書籤來源大多由書店（如：三民書局、敦煌書局）或出版社（如：大都會文化、耕林出版社、知遠文化、東方出版社、Ink出版社）自行印製，書籤正面或背面通常印有書局或出版社的名稱和地址，以及新書的微縮圖片廣告，有些書籤反面印製功課表或是月曆，提升書籤用途。台灣一些傳統書店如南一書局的櫃台小姐在將書裝袋時，會再放進一至兩枚紙書籤，讓顧客倍感貼心。也有書店用專櫃來銷售書籤，或稱書卡，知名的書卡公司有企鵝、凸凸、海山和亮冠書卡。並銷售專門收藏書卡的冊子。台灣的便利商店也曾發起以點數贈送“磁鐵書籤”的活動。

## 外部連結
- The World of Bookmarks including bookmark exhibition, history, essays, quotes and links presented by Mirage Bookmark
- A short history of bookmarks[永久]
- Why people collect bookmarks
- Woven Rug Design bookmark （页面存档备份，存于）